# 1968 en els vols espacials
Aquest article és una llista d'esdeveniments de vols espacials relacionats que es van produir el 1968.
El National Space Science Data Center dels Estats Units va catalogar 157 naus espacials situades en òrbita per llançaments que van tenir lloc el 1968.
En aquest any es van veure les primeres missions tripulades del programa Apollo en arribar en òrbita terrestre baixa amb èxit. La humanitat per primera vegada van sortir de LEO amb l'Apollo 8 circumnavegant la Lluna sent tot un èxit.
|colspan=8|

## Desembre
| Data i hora (UTC)       | Coet | Coet             | Plataforma de llançament | Plataforma de llançament                                                                                | LSP                          | LSP           |
| ----------------------- | --- | ---------------- | ------------------------ | --- | ---------------------------- | ------------- |
| Data i hora (UTC)       | Càrrega útil | Operador         | Òrbita                   | Funció                                                                                                  | Deteriorament (UTC)          | Resultat      |
| Data i hora (UTC)       | Comentaris |                  |                          | |                              |               |
| Gener                   | |                  |                          | |                              |               |
| 22 de gener 23:45       | Saturn IB (C-1B)                                                                                                   | Saturn IB (C-1B) | LC-37B, Cape Canaveral   | LC-37B, Cape Canaveral                                                                                  | NASA                         | NASA          |
| 22 de gener 23:45       | Apollo 5 | NASA             | LEO                      | Prova del Mòdul lunar Apollo                                                                            | 12 de febrer 1968 09:59      | Reeixit       |
| 22 de gener 23:45       | Malfuncionaments menors del motor de l'etapa de descens del LM, de totes maneres va ser un èxit                    |                  |                          | |                              |               |
| Abril                   | |                  |                          | |                              |               |
| 4 d'abril 12:00:02      | Saturn V (C-5) | Saturn V (C-5)   | LC-39A, Kennedy          | LC-39A, Kennedy                                                                                         | NASA                         | NASA          |
| 4 d'abril 12:00:02      | Apollo 6 | NASA             | LEO                      | Prova de l'escut tèrmic del CSM a les velocitats lunars de retorn. Prova de reignició del S-IVB en LEO. | 4 d'abril 1968 21:57:26      | Error parcial |
| 4 d'abril 12:00:02      | Es va experimentar un efecte pogo durant l'escens de la 1a etapa del S-IC. El S-IVB va fallar la prova de reinici. |                  |                          | |                              |               |
| Octubre                 | |                  |                          | |                              |               |
| 11 d'octubre 1968 15:02 | Saturn IB (C-1B)                                                                                                   | Saturn IB (C-1B) | LC-34, Cape Canaveral    | LC-34, Cape Canaveral                                                                                   | NASA                         | NASA          |
| 11 d'octubre 1968 15:02 | Apollo 7 | NASA             | LEO                      | Vol orbital tripulat                                                                                    | 22 d'octubre 1968 11:11:48   | Reeixit       |
| 11 d'octubre 1968 15:02 | Primer vol tripulat de l'Apollo                                                                                    |                  |                          | |                              |               |
| 25 d'octubre 1968 09:00 | Soyuz (R-7/A-2) | Soyuz (R-7/A-2)  | LC-1/5, Baikonur         | LC-1/5, Baikonur                                                                                        | RVSN                         | RVSN          |
| 25 d'octubre 1968 09:00 | Soiuz 2 | RVSN             | LEO                      | Objectiu d'acoblament del Soiuz 3                                                                       | 28 d'octubre 1968 07:21      | Reeixit       |
| 25 d'octubre 1968 09:00 | El Soiuz 3 va fallar en acoblar-se                                                                                 |                  |                          | |                              |               |
| 26 d'octubre 08:34      | Soyuz (R-7/A-2) | Soyuz (R-7/A-2)  | LC-31/6 Baikonur         | LC-31/6 Baikonur                                                                                        | RVSN                         | RVSN          |
| 26 d'octubre 08:34      | Soiuz 3 | RVSN             | LEO                      | Vol orbital tripulat                                                                                    | 30 d'octubre 1968 07:25:03   | Error parcial |
| 26 d'octubre 08:34      | Va fallar en acoblar-se amb el Soiuz 2                                                                             |                  |                          | |                              |               |
| 21 de desembre 12:51    | Saturn V (C-5) | Saturn V (C-5)   | LC-39A, Kennedy          | LC-39A, Kennedy                                                                                         | NASA                         | NASA          |
| 21 de desembre 12:51    | Apollo 8 | NASA             | Selenocèntrica           | Orbitador lunar tripulat                                                                                | 27 de desembre 1968 15:51:42 | Reeixit       |
| 21 de desembre 12:51    | Primera missió tripulada a la Lluna                                                                                |                  |                          | |                              |               |

## Encontres espacials
| Data (GMT)     | Nau espacial    | Esdeveniment                       | Comentaris                     |
| -------------- | --------------- | ---------------------------------- | ------------------------------ |
| 10 de gener    | Surveyor 7      | Allunatge                          | En les restes del cràter Tycho |
| 31 de gener    | Lunar Orbiter 5 | Impacte lunar                      |                                |
| 10 d'abril     | Luna 14         | Inserció en òrbita selenocèntrica  |                                |
| 18 de setembre | Zond 5          | Sobrevol de la Lluna               | Apropament màxim: 1950 km      |
| 14 de novembre | Zond 6          | Sobrevol de la Lluna               | Apropament màxim: 2420 km      |
| 24 de desembre | Apollo 8        | Inserció en òrbita selenocèntrica  |                                |
| 25 de desembre | Apollo 8        | S'abandona l'òrbita selenocèntrica | Va completar 10 òrbites        |